# قطقاط الرمل الصغير
زقزاق الرمل الصغير (الاسم العلمي: Charadrius mongolus) هو نوع من الطيور يتبع جنس الزقزاق من فصيلة الزقزاقية